# Champallement
Champallement est une commune française située dans le département de la Nièvre, en région Bourgogne-Franche-Comté.
Ses habitants sont les Champallementois et Champallementoises.

## Géographie
La commune de Champallement est située en Bourgogne-Franche-Comté. Sa superficie est de 8 070 hectares ; son altitude varie entre 245 et 349 mètres.
La commune est implantée au centre de la Nièvre, à 47 km au nord-est de Nevers (par la route) et à 30 km au sud de Clamecy, son chef-lieu d'arrondissement.
La voie de communication principale qui permet d'y accéder est la D34.

### Villages, hameaux, lieux-dits, écarts
Outre le bourg, la commune regroupe quelques hameaux et habitations isolés : Bois de Champagne, Boîte aux Loups, Bouille (la), Bourg des Moulins, Champagne et Chaumes (les).

### Climat
Pour des articles plus généraux, voir Climat de la Bourgogne-Franche-Comté et Climat de la Nièvre.
En 2010, le climat de la commune est de type climat des marges montargnardes, selon une étude du Centre national de la recherche scientifique s'appuyant sur une série de données couvrant la période 1971-2000. En 2020, Météo-France publie une typologie des climats de la France métropolitaine dans laquelle la commune est exposée à un climat océanique altéré et est dans la région climatique  Centre et contreforts nord du Massif Central, caractérisée par un air sec en été et un bon ensoleillement. 
Pour la période 1971-2000, la température annuelle moyenne est de 10,7 °C, avec une amplitude thermique annuelle de 16 °C. Le cumul annuel moyen de précipitations est de 910 mm, avec 13,3 jours de précipitations en janvier et 8,1 jours en juillet. Pour la période 1991-2020, la température moyenne annuelle observée sur la station météorologique de Météo-France la plus proche, « Premery », sur la commune de Prémery à 13 km à vol d'oiseau, est de 11,1 °C et le cumul annuel moyen de précipitations est de 911,1 mm. 
La température maximale relevée sur cette station est de 40,5 °C, atteinte le 11 août 2003 ; la température minimale est de −15,1 °C, atteinte le 26 janvier 2007,,. 
Les paramètres climatiques de la commune ont été estimés pour le milieu du siècle (2041-2070) selon différents scénarios d'émission de gaz à effet de serre à partir des nouvelles projections climatiques de référence DRIAS-2020. Ils sont consultables sur un site dédié publié par Météo-France en novembre 2022.

## Urbanisme

### Typologie
Au 1er janvier 2024, Champallement est catégorisée commune rurale à habitat très dispersé, selon la nouvelle grille communale de densité à sept niveaux définie par l'Insee en 2022.
Elle est située hors unité urbaine et hors attraction des villes,.

### Occupation des sols
L'occupation des sols de la commune, telle qu'elle ressort de la base de données européenne d’occupation biophysique des sols Corine Land Cover (CLC), est marquée par l'importance des territoires agricoles (60,4 % en 2018), une proportion identique à celle de 1990 (60,4 %). La répartition détaillée en 2018 est la suivante : prairies (39 %), forêts (34,8 %), terres arables (20 %), eaux continentales (4,3 %), zones agricoles hétérogènes (1,4 %), milieux à végétation arbustive et/ou herbacée (0,6 %). L'évolution de l’occupation des sols de la commune et de ses infrastructures peut être observée sur les différentes représentations cartographiques du territoire : la carte de Cassini (XVIIIe siècle), la carte d'état-major (1820-1866) et les cartes ou photos aériennes de l'IGN pour la période actuelle (1950 à aujourd'hui).

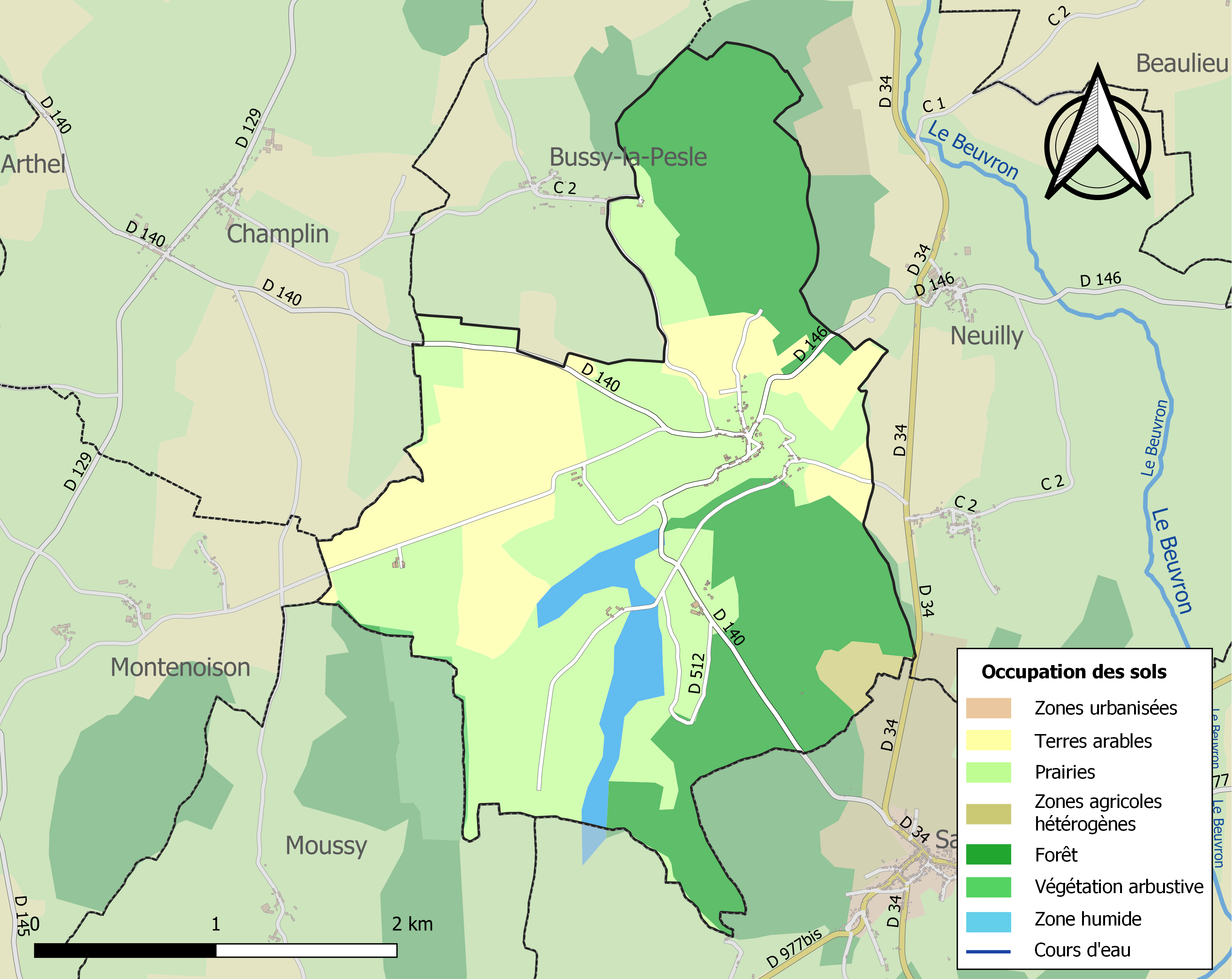
Carte des infrastructures et de l'occupation des sols de la commune en 2018 (CLC).

## Toponymie
Comme Brinon-sur-Beuvron, anciennement Brinon-les-Allemands, la commune doit son nom à l’établissement d’une famille Allemand dans la région au Moyen Ȃge. 
La première mention connue du lieu remonte à environ 1060 : Castellum cui vocabulum est Campus Alemannus (Bibliothèque historique de l’Yonne). On relève également les formes suivantes : Champalemant (1263), Campus Alemandi (1287), Champarlement (1430), Champlement (1441), Champallement (1462), Cura de Campo Allemandi (1478) et Champt Aleman (1617).

## Histoire

### Antiquité
Pendant l'Empire romain est créé un vicus sur le site du hameau actuel de Compierre. Cette agglomération gallo-romaine se développe entre le Ier et IVe siècles, sur la voie romaine d'Entrains à Autun.
Les vestiges d'un fanum octogonal, installé au centre d'une grande esplanade, y ont été trouvés en 1841-1842. À partir de 1961, J.A. Palet travaille sur le fanim. En 1968 il poursuit le dégagement d'un bord du sanctuaire. Côté est, il trouve divers aménagements dont des niches absidiales, des escaliers, des dallages et des sols correspondant à plusieurs périodes, un puits, etc. Les constructions et autres éléments du site ont été remaniés plusieurs fois.
En contrebas de l'esplanade, côté est, était installé un atelier de tailleur d'os découvert en 1972 lors de travaux de restauration. Ce bâtiment, qui semble avoir eu deux étages, mesurait 6,20 m de profondeur et 5,40 m de largeur. Les fouilles y ont mis au jour ; il a fourni de nombreux vestiges de l'activité qui y était pratiquée : fragments d'os de bovins bruts ou grossièrement épannelés, fragments taillés ou tournés… L'ensemble de ces pièces permet de suivre les étapes de la transformation du matériau en objet fini. Sur le côté sud de l'atelier se trouve une plate-forme dallée, légèrement en surplomb par rapport à la rue longée d'un caniveau qui desservait l'atelier.
Le site a aussi livré de la céramique plombifère, peinte ou peignée et des formes sigillées précoces; Quelques potins trouvés à un niveau situé sous le sol de l'atelier indiquent une occupation du site dès le début du Ier siècle et peut-être même avant. D'après les plus récentes monnaies retrouvées (postérieures à l'existence de l'atelier), le site a été abandonné vers le second quart du IVe siècle.
La route antique traversant du nord au sud le bourg a été retrouvée à cent mètres au sud du fanum. À cet endroit elle est bordée sur 9,50 m par la façade d'une construction rectangulaire, d'usage encore indéterminé en 1974.

### Moyen Âge

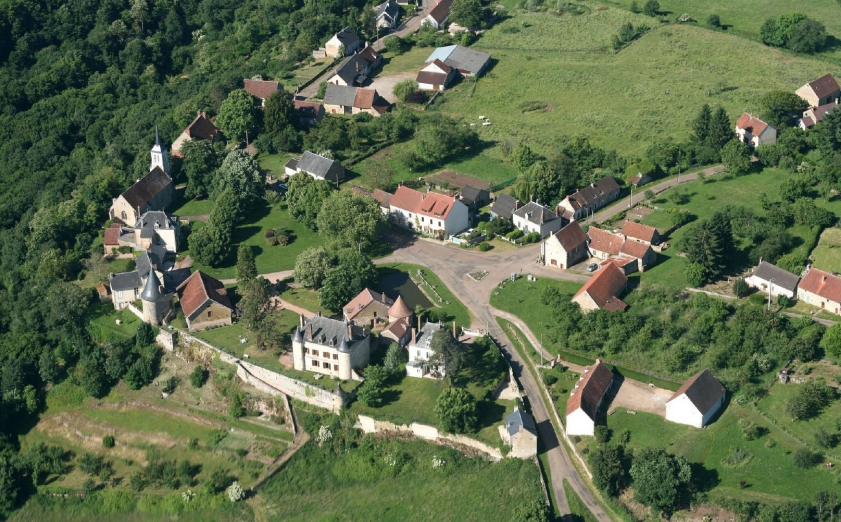
Vue sur l'ensemble du village (bourg, château et église) sur son éperon par Alain Magdeleine

La terre de Champallement, le campus, porte le nom d’un alaman : de quelqu’un venu de l’est à une date indéterminée. En effet, au IXe siècle un évêque d’Auxerre, Chrétien (857-860), est dit alaman d’origine et il semble y avoir à cette époque une vague d’implantation germanique, implantation relevée par les traducteurs dans l’introduction des Gesta.
De 966 à 1194, les seigneurs de Champallement portent le titre de « vicomte de Nevers », puis « vicomtes de Champallement ». Cet attachement à leur terre est matérialisé par l’édification d’un « castellum », attesté dès le début du XIe siècle. Dans le village, le vieux donjon existe toujours, il s’agit d’un massif donjon-logis à angles arrondis.
La famille de Champallement a donné notamment trois évêques à Auxerre et à Nevers au XIe siècle :
- Hugues II de Champallement, évêque de Nevers (1013-1065) ;
- Geoffroy de Champallement, frère du précédent, évêque d'Auxerre (1052-1076) ;
- Hugues III de Champallement, neveu du précédent, évêque de Nevers (1074-1091).

Par la suite, Champallement est à la tête d'une châtellenie comportant 16 fiefs.
Plusieurs seigneurs de Champallement ont été enterrés dans l'église du prieuré clunisien de Saint-Révérien :
- Robert, dont la dalle funéraire date du XIVe siècle[21] ;
- Hugues de Lespinasse, mort en 1374, dont la dalle funéraire date du XVIe siècle[22] ;
- Margueritte de Thianges (femme du précédent), morte en 1413, dont la dalle funéraire date du XVIe siècle[23] ;
- Odart de Lespinasse (fils des précédents), mort vers 1430[24].

D'après le pouillé de 1478, le prieur de Saint-Révérien nommait à la cure de Champallement. D'après ce même document, une léproserie dépendant de l'évêché était implantée à Champallement. 

### Époque moderne
- En 1624, le château est décrit "en ruines"[24] ;
- En 1679, Philippe Lecomte, cerclier, est condamné à être « pendu à une potence érigée en la ville de Nevers pour vol avec effraction »[26].

### Époque contemporaine
En 1901, le nombre d'habitants de Champallement, qui compte 85 maisons, s'élève à 221 individus. 
La commune compte un curé, un instituteur, trois cantonniers, un garde champêtre et un garde particulier. Il n’y a que trois commerçants : un négociant, un marchand forain et une « maîtresse d’hôtel ». Les artisans sont plus nombreux : 4 carriers (dont un « maître carrier »), 2 scieurs de long, 2 charpentiers, 2 couvreurs, 2 couturiers, 2 meuniers, 1 charron, 1 maréchal-ferrant, 1 sabotier, 1 jardinier, 1 charretier, 1 maçon et 1 basse-courier. La catégorie socioprofessionnelle la plus représentée est celle des cultivateurs et agriculteurs (24 individus), suivie par les domestiques (23, dont 18 « domestiques agricoles »), les journaliers (6, dont 4 « journaliers agricoles ») et les fermiers (2). On recense également dans la commune 6 rentiers. Au total, on relève à Champallement 28 professions différentes. On n’y trouve, selon le recensement de 1901, ni médecin ni notaire ni sage-femme. Il y a un étranger, un carrier de nationalité belge. 
Comme dans bon nombre de communes nivernaises, certaines familles du village accueillent un « enfant de l’hospice » : elles sont 5 à Champallement.

## Politique et administration
| Période                                  | Période  | Identité      | Étiquette | Qualité             |
| ---------------------------------------- | -------- | ------------- | --------- | ------------------- |
| mars 2001                                | En cours | Michel Soudan | DVD       | Exploitant agricole |
| Les données manquantes sont à compléter. |          |               |           |                     |

## Démographie
L'évolution du nombre d'habitants est connue à travers les recensements de la population effectués dans la commune depuis 1793. Pour les communes de moins de 10 000 habitants, une enquête de recensement portant sur toute la population est réalisée tous les cinq ans, les populations de référence des années intermédiaires étant quant à elles estimées par interpolation ou extrapolation. Pour la commune, le premier recensement exhaustif entrant dans le cadre du nouveau dispositif a été réalisé en 2006.

En 2022, la commune comptait 55 habitants, en évolution de +7,84 % par rapport à 2016 (Nièvre : −3,28 %, France hors Mayotte : +2,11 %).
| 1793 | 1800 | 1806 | 1821 | 1831 | 1836 | 1841 | 1846 | 1851 |
| ---- | ---- | ---- | ---- | ---- | ---- | ---- | ---- | ---- |
| 225  | 192  | 226  | 217  | 261  | 280  | 282  | 328  | 325  |

| 1856 | 1861 | 1866 | 1872 | 1876 | 1881 | 1886 | 1891 | 1896 |
| ---- | ---- | ---- | ---- | ---- | ---- | ---- | ---- | ---- |
| 327  | 332  | 245  | 283  | 287  | 278  | 276  | 289  | 236  |

| 1901 | 1906 | 1911 | 1921 | 1926 | 1931 | 1936 | 1946 | 1954 |
| ---- | ---- | ---- | ---- | ---- | ---- | ---- | ---- | ---- |
| 221  | 222  | 219  | 185  | 166  | 133  | 123  | 128  | 89   |

| 1962 | 1968 | 1975 | 1982 | 1990 | 1999 | 2006 | 2011 | 2016 |
| ---- | ---- | ---- | ---- | ---- | ---- | ---- | ---- | ---- |
| 95   | 61   | 55   | 44   | 45   | 27   | 55   | 47   | 51   |

| 2021 | 2022 | - | - | - | - | - | - | - |
| ---- | ---- | - | - | - | - | - | - | - |
| 52   | 55   | - | - | - | - | - | - | - |

## Culture locale et patrimoine

### Lieux et monuments

#### Vestiges antiques
- Compierre : Vestiges d'un vicus (MH) dont le nom antique n'est pas connu, au lieu-dit Compierre. Ce site a été redécouvert entre 1824 et 1843. Cette bourgade gallo-romaine aurait pu accueillir entre 1 000 et 1 500 habitants[35]. Elle comporte :
  - un forum ;
  - un sanctuaire octogonal avec cella intérieure circulaire ;
  - un théâtre gallo-romain, urbain, orienté au nord - nord-ouest, construit au IIIe siècle. Le diamètre de la cavea est de 72 m et sa capacité est de 5 000 places ;
  - des habitations sur caves, ateliers, abondant mobilier.

Le classement monument historique s'est réalisé en deux temps. D'abord le quartier des Mèges, qui se situe à l'ouest du forum, en 1963, puis le reste en 1989,. Le mobilier mis au jour au cours des fouilles est exposé au musée Musée d'Art et d'Histoire Romain-Rolland de Clamecy.

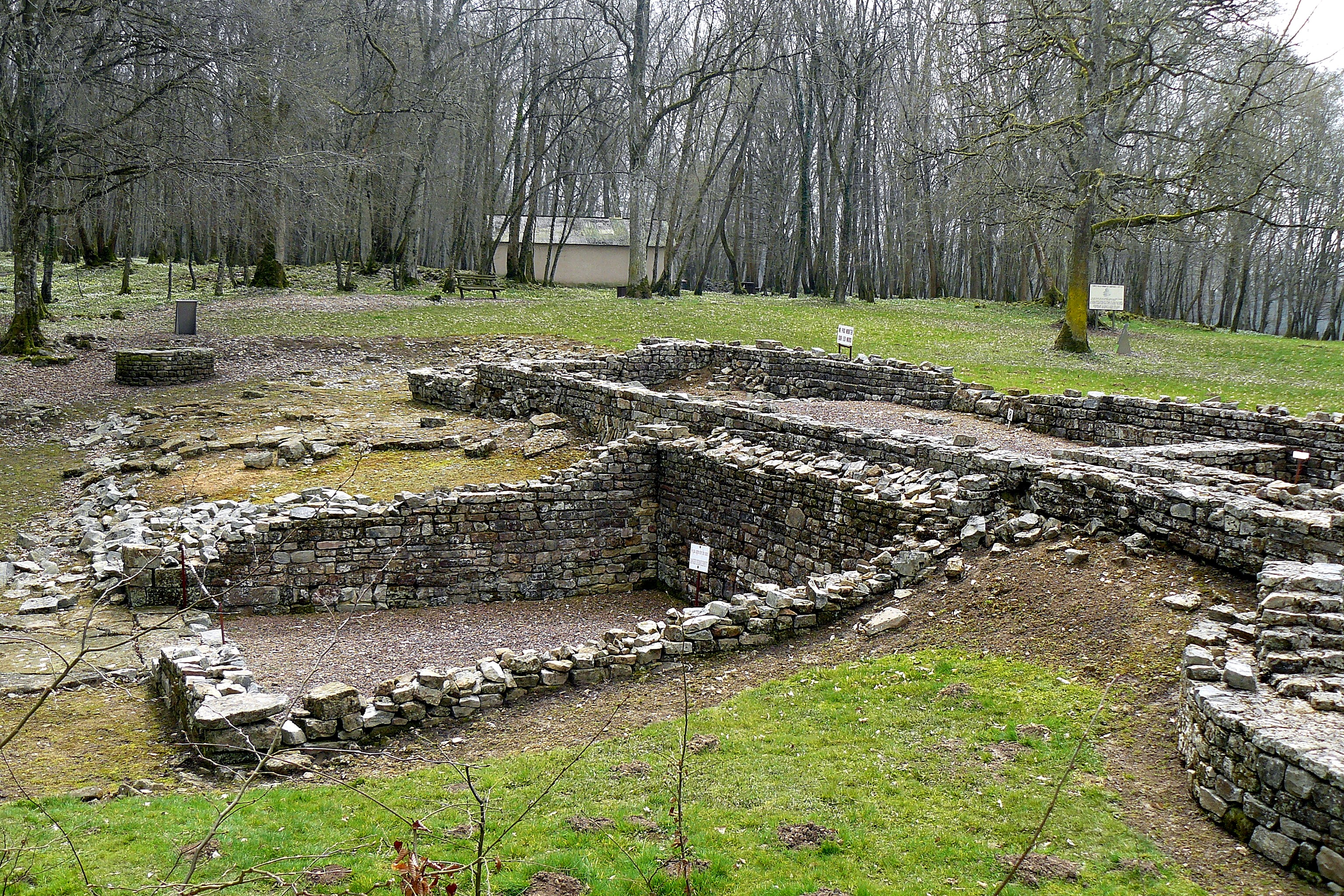
Le forum, d'anciennes échoppes, un puits.
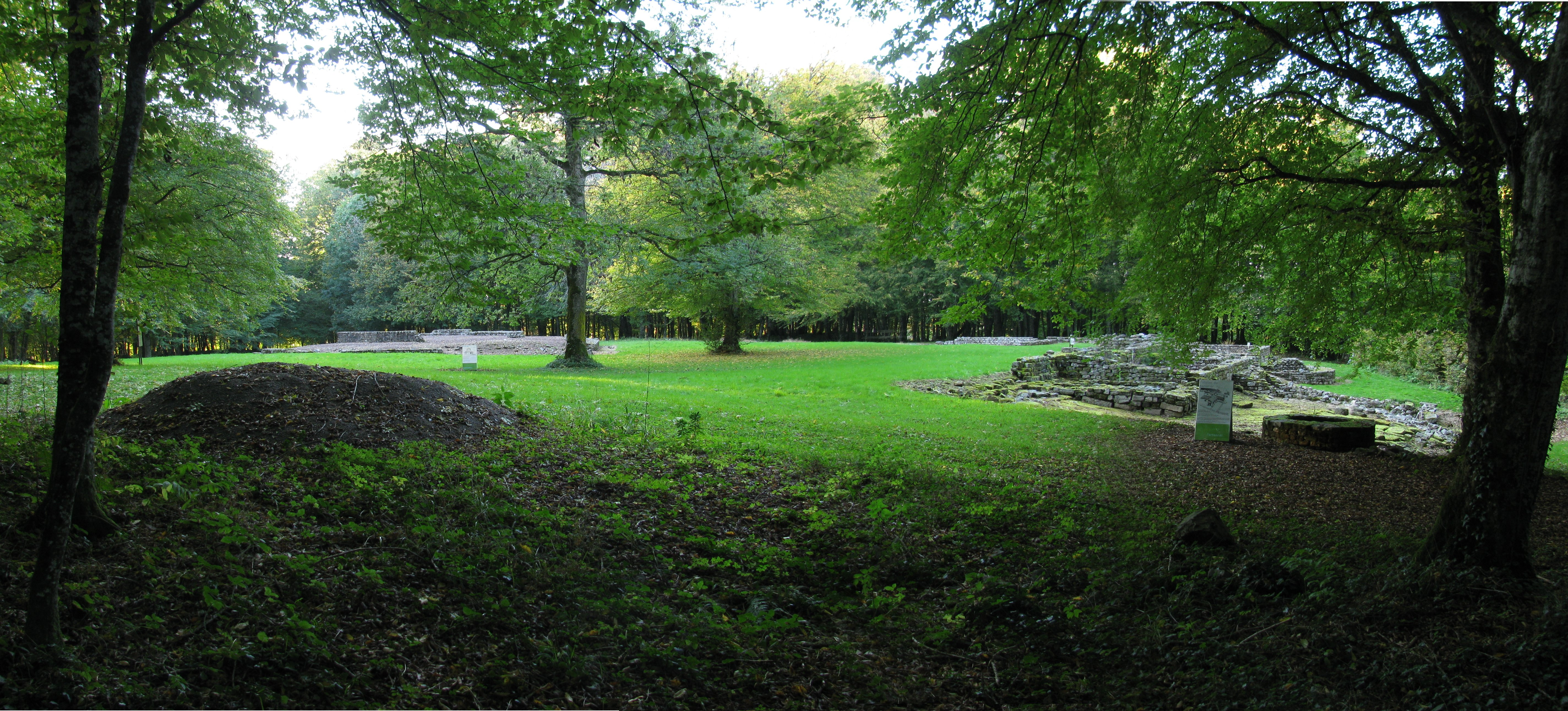
Le forum, avec son sanctuaire sur la gauche.

#### Église Saint-Eustache
C'est un édifice à nef romane du XIIe siècle et d'un chœur gothique flamboyant du XVIe siècle à chevet plat, largement remanié au XIXe siècle. Ensemble de mobilier du XIXe siècle, christ, chaire, chemin de croix.

#### Château de Champallement

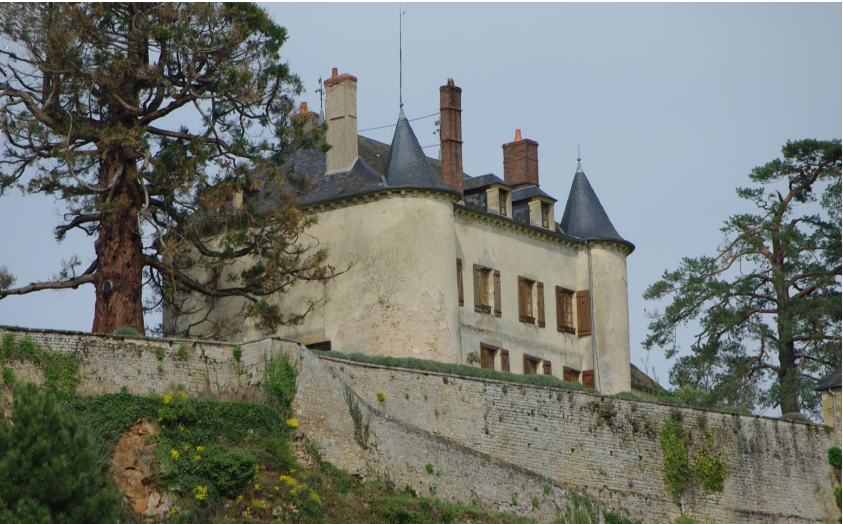
Façade orientale du château de Champallement par Brigitte Colas

Il s'agit d'une tour maîtresse ou tour résidence datant du XIIe siècle. C'est un édifice privé. 

#### Autres lieux
- Domaine de La Bouille ;
- Le Bourg des Moulins ;
- Vestiges d'un camp romain (MH) daté du IIIe siècle au lieu-dit Champagne-Manoir[38].

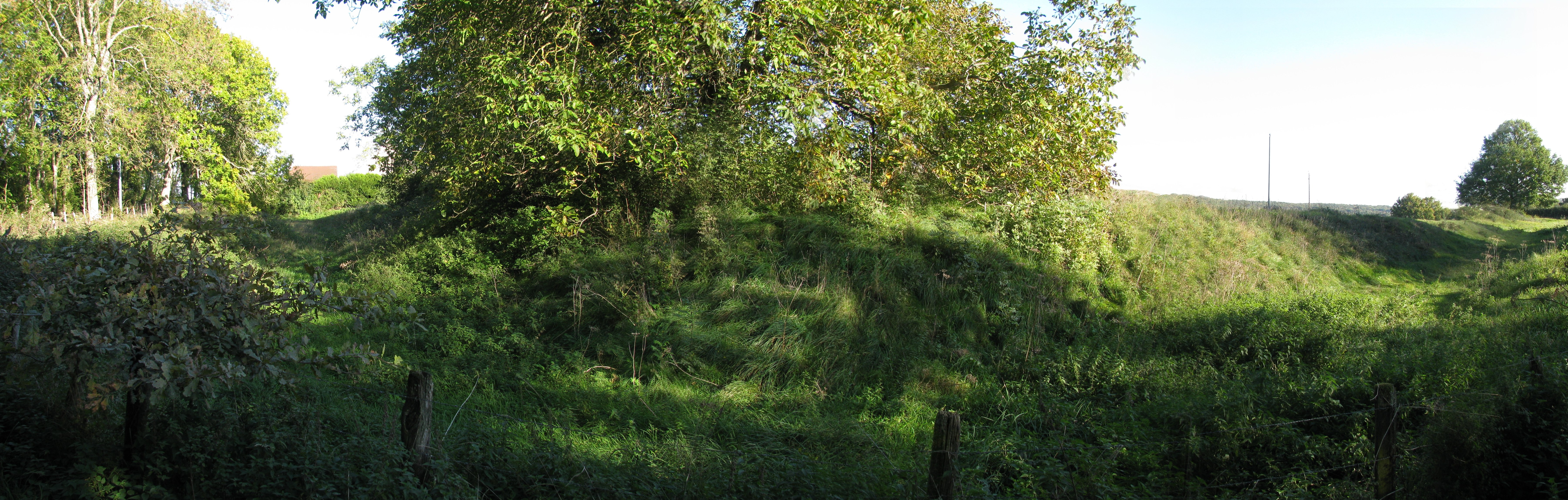
Camp romain à Champagne-Manoir.